# Irakli Samsonadze
Irakli Samsonadze (en georgiano ირაკლი სამსონაძე; Tiflis, 31 de mayo de 1961) es un novelista y dramaturgo georgiano.

## Biografía
Irakli Samsonadze se graduó en 1983 en la Universidad Estatal Ivane Javakhishvili de Tiflis, facultad de Periodismo. Entre 1992 y 1996 fue subdirector de la antología Dramaturgia, siendo luego director de la misma (1996-1998). También trabajó en los estudios de cine Kartuli Pilmi entre 1988 y 1989.

## Obra
Irakli Samsonadeze publicó en 1985 su primera obra de teatro, A medianoche, en la revista Khelovneba.
Quince de sus obras teatrales han sido representadas en teatros de Georgia.
A lo largo de su carrera ha conseguido varios galardones literarios: Tríptico recibió el Premio Estatal de Georgia en 2001, Abuela Mariam, o supra georgiana tradicional recibió el premio SABA 2005 en la categoría de mejor obra de teatro, y Una calle asustada fue también galardonada con el premio SABA 2013 pero en la categoría de mejor colección de prosa.
El almohadón (ყურთბალიში, 2004) es una novela del autor que se desarrolla en la década de 1990 en una Georgia azotada por la pobreza con unos burócratas obsesionados con ganar dinero. Escrita en un único flujo continuo, el protagonista es un escritor que intenta reunir fuerzas para escribir una historia sobre un almohadón que le regaló su madre. Sobre esta obra, el crítico E. Tskhadadze ha escrito:

Irakli Samsonadze es un escritor que no hace concesiones. Todo lo que escribe es una representación artística de una dura realidad y nos deja una impresión duradera. El almohadón se refiere a un pueblo y una tierra que sufren la destrucción de un imperio. Su cruel realismo es desgarrador y melancólico.